# Governatori del Chiapas
Il governatore del Chiapas è il capo dell'esecutivo statale dello stato messicano del Chiapas, nonché il comandante in capo della Guardia Nazionale del Chiapas.

## Requisiti e funzioni
La Costituzione dello Stato libero e sovrano del Chiapas, entità federale degli Stati Uniti Messicani, richiede che il candidato governatore dello stato soddisfi i seguenti requisiti: un cittadino messicano di nascita, con residenza effettiva nello stato per cinque anni antecedenti la data di elezione e una età minimo di 30 anni.
La costituzione dello Stato prevede una durata di 6 anni e la rielezione per un secondo mandato. L'attuale governatore è Eduardo Ramírez Aguilar del Movimento Rigenerazione Nazionale (MORENA), che ha assunto la carica nel 2024.

## Lista dei governatori
| Nome                             | Inizio | Finalizzazione | Partito                    |
| -------------------------------- | ------ | -------------- | -------------------------- |
| Manuel José de Rojas             | 1825   | 1826           | Partito Liberale           |
| José Diego Lara                  | 1826   | 1830           | Partito Liberale           |
| Emeterio Pineda                  | 1830   | 1830           | Partito Liberale           |
| Joaquín Miguel Gutiérrez         | 1830   | 1830           | Partito Liberale           |
| Emeterio Pineda                  | 1830   | 1830           | Partito Liberale           |
| José Rafael Coello               | 1830   | 1830           | Partito Liberale           |
| José Ignacio Gutiérrez           | 1830   | 1832           | Partito Conservatore       |
| Manuel Escandón                  | 1832   | 1832           |                            |
| Mariano José Correa              | 1832   | 1832           | Partito Liberale           |
| Joaquín Miguel Gutiérrez         | 1832   | 1832           | Partito Liberale           |
| Emeterio Pineda                  | 1832   | 1832           |                            |
| Quirino Domínguez                | 1832   | 1833           |                            |
| Joaquín Miguel Gutiérrez         | 1833   | 1833           | Partito Liberale           |
| Emeterio Pineda                  | 1833   | 1833           |                            |
| Joaquín Miguel Gutiérrez         | 1833   | 1835           | Partito Liberale           |
| José Mariano Coello              | 1835   | 1835           |                            |
| Ignacio Tovilla                  | 1835   | 1835           |                            |
| Mariano Montes de Oca            | 1835   | 1836           |                            |
| Clemente Aceituno                | 1836   | 1837           |                            |
| Salvador Piñeiro                 | 1836   | 1836           |                            |
| Onofre Reyes                     | 1836   | 1836           |                            |
| José María Sandoval              | 1837   | 1840           |                            |
| José Diego Lara                  | 1840   | 1841           |                            |
| Salvador Ayanegui                | 1841   | 1842           |                            |
| Ignacio Barberena                | 1842   | 1845           |                            |
| Jerónimo Cardona                 | 1845   | 1846           | Partito Conservatore       |
| Mariano Nicolás Ruíz             | 1846   | 1847           | Partito Liberale           |
| Jerónimo Cardona                 | 1847   | 1848           | Partito Conservatore       |
| Manuel María Parada              | 1848   | 1848           |                            |
| Jerónimo Cardona                 | 1848   | 1848           | Partito Conservatore       |
| Ponciano Solórzano del Barco     | 1848   | 1848           |                            |
| Fernando Nicolás Maldonado       | 1848   | 1849           |                            |
| Ramón Larraínzar                 | 1849   | 1850           |                            |
| Fernando Nicolás Maldonado       | 1850   | 1851           |                            |
| José Farrera                     | 1851   | 1851           |                            |
| Fernando Nicolás Maldonado       | 1851   | 1853           |                            |
| Domingo Ruíz Molina              | 1853   | 1853           | Partito Liberale           |
| Fernando Nicolás Maldonado       | 1853   | 1855           |                            |
| Ángel Albino Corzo               | 1855   | 1856           | Partito Liberale           |
| Domingo Ruíz Molina              | 1856   | 1856           | Partito Liberale           |
| Ángel Albino Corzo               | 1856   | 1857           | Partito Liberale           |
| Francisco Robles                 | 1857   | 1857           |                            |
| Ángel Albino Corzo               | 1858   | 1858           | Partido Liberale           |
| Matías Castellanos               | 1858   | 1859           |                            |
| Ángel Albino Corzo               | 1859   | 1861           | Partito Liberale           |
| Juan Clímaco Corzo               | 1861   | 1861           |                            |
| Ángel Albino Corzo               | 1861   | 1861           | Partito Liberale           |
| Juan Clímaco Corzo               | 1861   | 1863           |                            |
| José Gabriel Esquinca            | 1863   | 1864           |                            |
| José Pantaleón Domínguez         | 1864   | 1865           |                            |
| José Mariano García              | 1866   | 1866           |                            |
| n/a                              | 1866   | 1875           | Periodo senza dati         |
| Moisés Rojas                     | 1875   | 1876           |                            |
| Carlos Borda                     | 1876   | 1876           |                            |
| Eleuterio Villasana              | 1876   | 1876           |                            |
| Manuel Cerón                     | 1876   | 1876           |                            |
| Diego Betanzos                   | 1877   | 1877           |                            |
| Sebastián Escobar                | 1877   | 1877           | Partito Liberale           |
| Mariano Nicolás Ruíz             | 1877   | 1877           |                            |
| Sebastián Escobar                | 1877   | 1878           | Partito Liberale           |
| Juan José Ramírez                | 1878   | 1879           |                            |
| Mariano Aguilar                  | 1879   | 1879           |                            |
| Miguel Utrilla                   | 1879   | 1883           |                            |
| José María Ramírez               | 1883   | 1886           |                            |
| Adrián Culebro                   | 1886   | 1886           |                            |
| José María Ramírez               | 1886   | 1887           |                            |
| Manuel Carrascosa                | 1887   | 1887           |                            |
| Luis Farrera                     | 1888   | 1888           |                            |
| Miguel Utrilla                   | 1888   | 1888           |                            |
| Manuel Carrascosa                | 1888   | 1891           |                            |
| Emilio Rabasa Estebanell         | 1891   | 1893           | Partito Liberale           |
| Raúl del Pino                    | 1893   | 1893           |                            |
| Emilio Rabasa Estebanell         | 1893   | 1894           | Partito Liberale           |
| Fausto Moguel                    | 1894   | 1895           | Partito Liberale           |
| Francisco León                   | 1895   | 1895           |                            |
| José María González              | 1896   | 1896           |                            |
| Francisco León                   | 1896   | 1899           |                            |
| Luis Farrera                     | 1899   | 1899           |                            |
| Francisco León                   | 1899   | 1899           |                            |
| Rafael Pimentel                  | 1899   | 1899           | Partito Liberale           |
| Abraham A. López                 | 1900   | 1900           |                            |
| Rafael Pimentel                  | 1901   | 1902           | Partito Liberale           |
| Onofre Ramos                     | 1902   | 1903           |                            |
| Rafael Pimentel                  | 1903   | 1904           | Partito Liberale           |
| Onofre Ramos                     | 1904   | 1904           |                            |
| Rafael Pimentel                  | 1905   | 1905           | Partito Liberale           |
| Onofre Ramos                     | 1905   | 1905           |                            |
| Rafael Pimentel                  | 1905   | 1905           | Partito Liberale           |
| Miguel Castillo                  | 1905   | 1905           |                            |
| Ramón Rabasa                     | 1905   | 1905           |                            |
| Abraham A. López                 | 1906   | 1906           |                            |
| Ramón Rabasa                     | 1906   | 1908           |                            |
| Abraham A. López                 | 1908   | 1908           |                            |
| Ramón Rabasa                     | 1909   | 1909           |                            |
| José Inés Cano                   | 1909   | 1909           |                            |
| Abraham A. López                 | 1909   | 1909           |                            |
| Ramón Rabasa                     | 1909   | 1910           |                            |
| José Inés Cano                   | 1910   | 1910           |                            |
| Ramón Rabasa                     | 1910   | 1911           |                            |
| José Inés Cano                   | 1911   | 1911           |                            |
| Manuel Trejo                     | 1911   | 1911           |                            |
| Ramón Rabasa                     | 1911   | 1911           |                            |
| Manuel Trejo                     | 1911   | 1911           |                            |
| Reynaldo Gordillo León           | 1911   | 1911           |                            |
| Policarpo Rueda Fernández        | 1911   | 1911           |                            |
| Manuel Rovelo Argüello           | 1911   | 1911           |                            |
| Marco Aurelio Solís              | 1911   | 1911           |                            |
| Reynaldo Gordillo León           | 1911   | 1912           |                            |
| Flavio Guillén                   | 1912   | 1913           |                            |
| Marco Aurelio Solís              | 1913   | 1913           |                            |
| Reynaldo Gordillo León           | 1913   | 1913           |                            |
| Bernardo Palafox                 | 1913   | 1914           |                            |
| José Inés Cano                   | 1914   | 1914           |                            |
| José María Marín                 | 1914   | 1914           |                            |
| Jesús Agustín Castro             | 1914   | 1914           |                            |
| Blas Corral                      | 1914   | 1914           |                            |
| Jesús Agustín Castro             | 1915   | 1915           |                            |
| Blas Corral                      | 1915   | 1915           |                            |
| Jesús Agustín Castro             | 1915   | 1916           |                            |
| Blas Corral                      | 1916   | 1916           |                            |
| José Ascensión González          | 1916   | 1916           |                            |
| Blas Corral                      | 1916   | 1916           |                            |
| Pablo Villanueva                 | 1916   | 1917           |                            |
| Manuel Fuentes                   | 1917   | 1918           |                            |
| Pablo Villanueva                 | 1918   | 1919           |                            |
| Manuel Fuentes                   | 1919   | 1919           |                            |
| Pablo Villanueva                 | 1919   | 1919           |                            |
| Pascual Morales Molina           | 1919   | 1920           |                            |
| Alejo González                   | 1920   | 1920           |                            |
| Francisco G. Ruíz                | 1920   | 1920           |                            |
| Juan Zertuche                    | 1920   | 1920           |                            |
| Fausto Ruíz                      | 1920   | 1920           |                            |
| Francisco G. Ruíz                | 1920   | 1920           |                            |
| Amadeo Ruíz                      | 1920   | 1920           |                            |
| Tiburcio Fernández Ruiz          | 1920   | 1921           |                            |
| Benigno Cal y Mayor              | 1921   | 1921           |                            |
| Tiburcio Fernández Ruiz          | 1922   | 1922           |                            |
| Amadeo Ruíz                      | 1922   | 1922           |                            |
| Tiburcio Fernández Ruiz          | 1922   | 1923           |                            |
| Manuel Encarnación Cruz          | 1923   | 1923           |                            |
| Tiburcio Fernández Ruiz          | 1923   | 1924           |                            |
| Rogelio García Castro            | 1924   | 1924           |                            |
| Tiburcio Fernández Ruiz          | 1924   | 1924           |                            |
| Luis García                      | 1924   | 1924           |                            |
| Martín Paredes                   | 1924   | 1924           |                            |
| Tiburcio Fernández Ruíz          | 1924   | 1924           |                            |
| Raúl de León                     | 1924   | 1924           |                            |
| Luis Ramírez Corzo               | 1924   | 1924           |                            |
| César Córdova                    | 1925   | 1925           |                            |
| Carlos A. Vidal                  | 1925   | 1925           |                            |
| José Castañon                    | 1925   | 1925           |                            |
| Carlos A. Vidal                  | 1925   | 1926           |                            |
| J. Amilcar Vidal                 | 1926   | 1926           |                            |
| Luis P. Vidal                    | 1927   | 1927           |                            |
| Manuel Álvarez Rábago            | 1927   | 1927           |                            |
| Federico Martínez Rojas          | 1927   | 1928           |                            |
| Amador Coutiño de Coss           | 1928   | 1928           | PNR                        |
| Rosendo Delarbre Santeliz        | 1928   | 1928           | PNR                        |
| Raymundo E. Enríquez             | 1928   | 1929           | PNR                        |
| Ernesto Constantino Herrera      | 1929   | 1929           | PNR                        |
| Álvaro Cancino                   | 1929   | 1929           | PNR                        |
| Martín G. Cruz                   | 1930   | 1930           | PNR                        |
| Álvaro Cancino                   | 1930   | 1930           | PNR                        |
| Moisés E. Villers                | 1930   | 1930           | PNR                        |
| Alberto Domínguez                | 1930   | 1930           | PNR                        |
| José María Brindís               | 1931   | 1931           | PNR                        |
| Raúl León                        | 1931   | 1931           | PNR                        |
| Mariano G. A. Enríquez           | 1932   | 1932           | PNR                        |
| Rodolfo Ruíz                     | 1932   | 1932           | PNR                        |
| Moisés Enríquez                  | 1932   | 1932           | PNR                        |
| Raymundo E. Enríquez             | 1932   | 1932           | PNR                        |
| Victórico R. Grajales            | 1932   | 1932           | PNR                        |
| Amador Coutiño de Coss           | 1936   | 1936           | PNR                        |
| Efraín A. Gutiérrez              | 1936   | 1940           | PRM                        |
| Rafael Pascacio Gamboa           | 1940   | 1944           | PRM                        |
| Juan María Esponda               | 1944   | 1946           | PRM                        |
| César Augusto Lara Ramos         | 1946   | 1948           | PRI                        |
| Francisco J. Grajales            | 1948   | 1952           | PRI                        |
| Efraín Aranda Osorio             | 1952   | 1958           | PRI                        |
| Samuel León Brindis              | 1958   | 1964           | PRI                        |
| José Castillo Tielemans          | 1964   | 1970           | PRI                        |
| Manuel Velasco Suárez            | 1970   | 1976           | PRI                        |
| Jorge de la Vega Domínguez       | 1976   | 1977           | PRI                        |
| Salomón González Blanco          | 1977   | 1979           | PRI                        |
| Juan Sabines Gutiérrez           | 1979   | 1982           | PRI                        |
| Gustavo Armendáriz Ruíz          | 1982   | 1982           | PRI                        |
| Absalón Castellanos Domínguez    | 1982   | 1988           | PRI                        |
| José Patrocinio González Garrido | 1988   | 1993           | PRI                        |
| Elmar Harald Setzer Marseille    | 1993   | 1994           | PRI                        |
| Javier López Moreno              | 1994   | 1994           | PRI                        |
| Eduardo Robledo Rincón           | 1994   | 1995           | PRI                        |
| Julio César Ruíz Ferro           | 1995   | 1998           | PRI                        |
| Roberto Armando Albores Guillén  | 1998   | 2000           | PRI                        |
| Pablo Abner Salazar Mendiguchía  | 2000   | 2006           | PRD                        |
| Juan Sabines Guerrero            | 2006   | 2012           | PRD                        |
| Manuel Velasco Coello            | 2012   | 2018           | Compromesso per il Chiapas |
| Rutilio Escandón Cadenas         | 2018   | 2024           | MORENA                     |
| Oscar Eduardo Ramírez Aguilar    | 2024   | in carica      | MORENA                     |